# Opieńka bezpierścieniowa

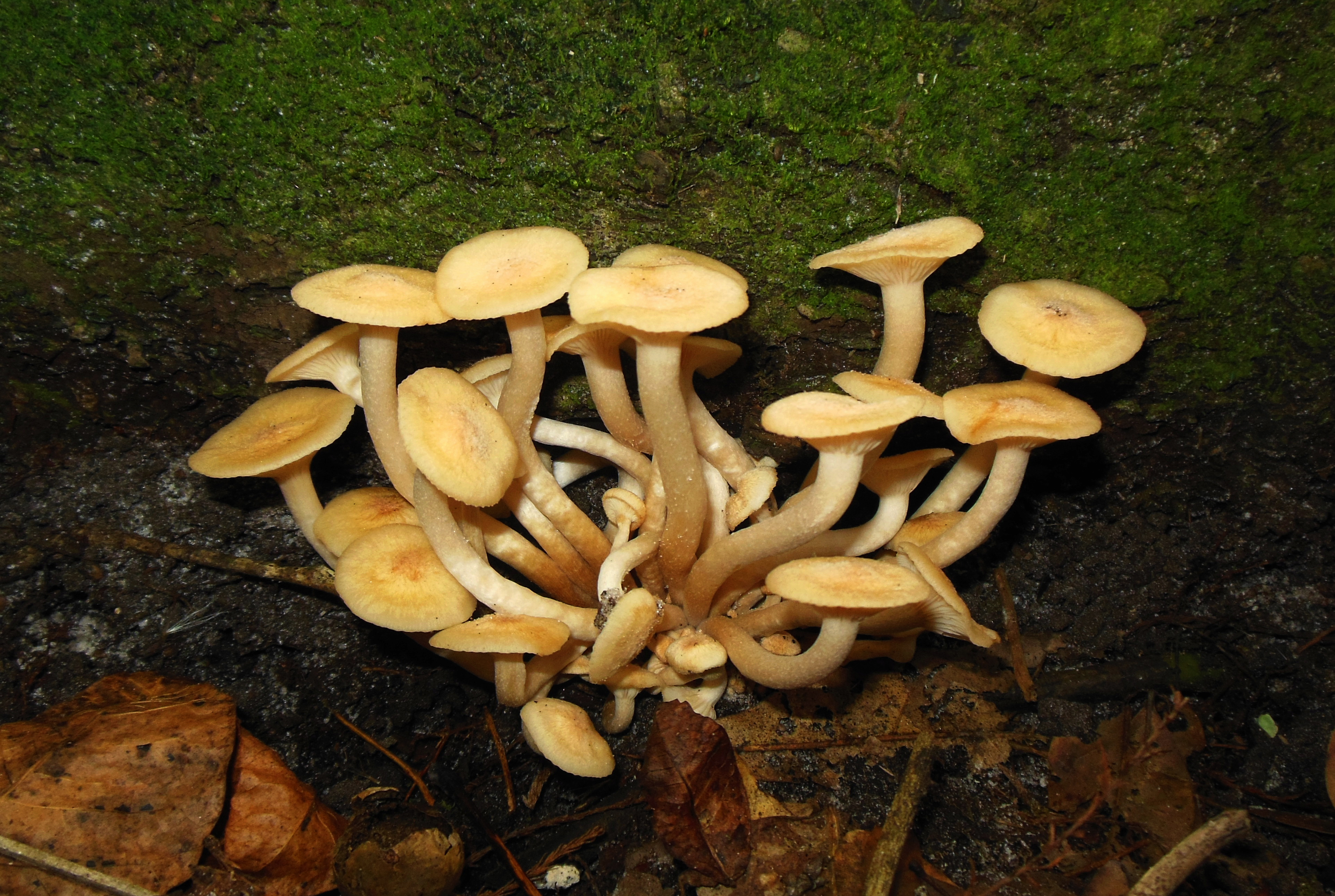

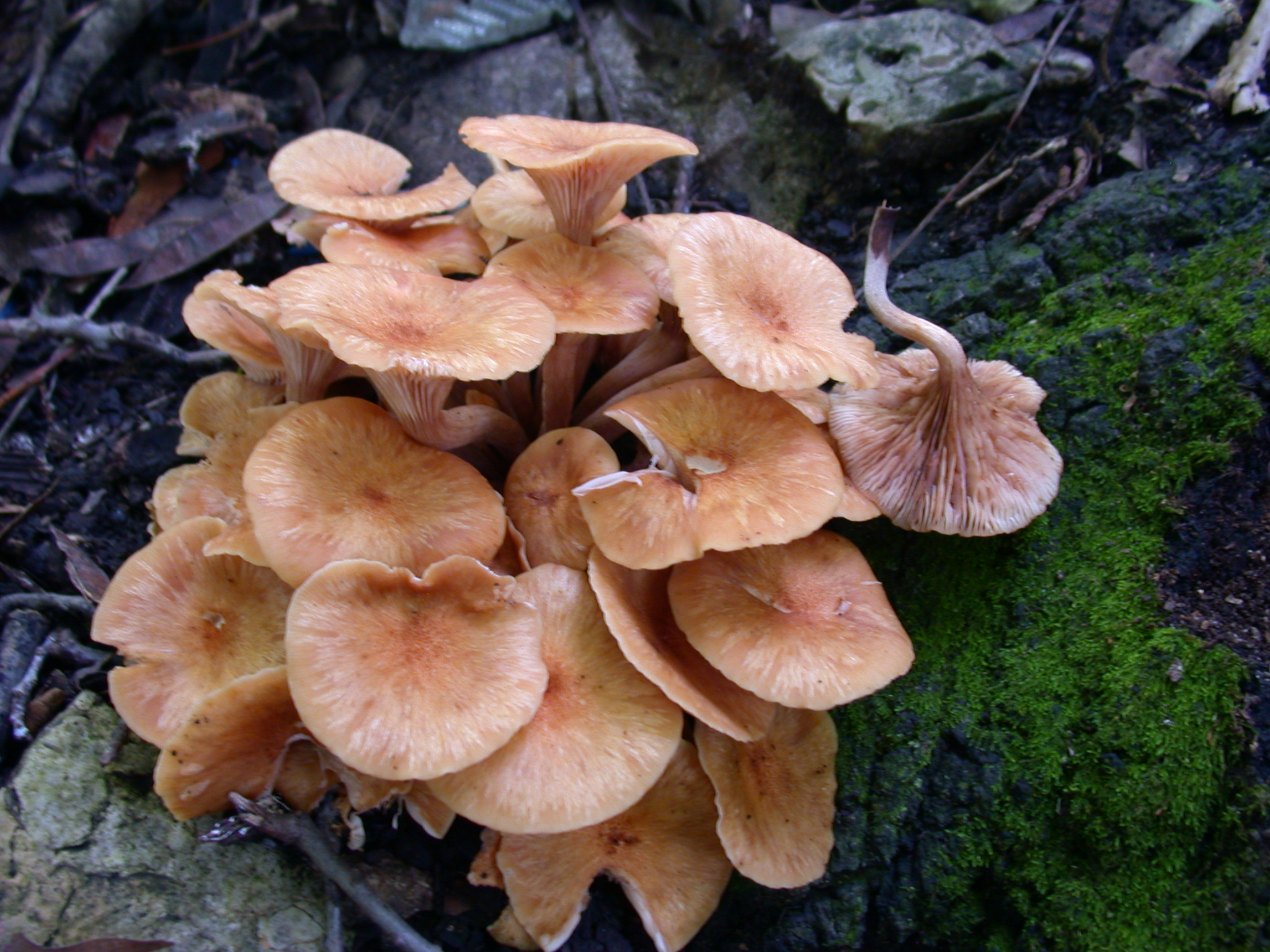

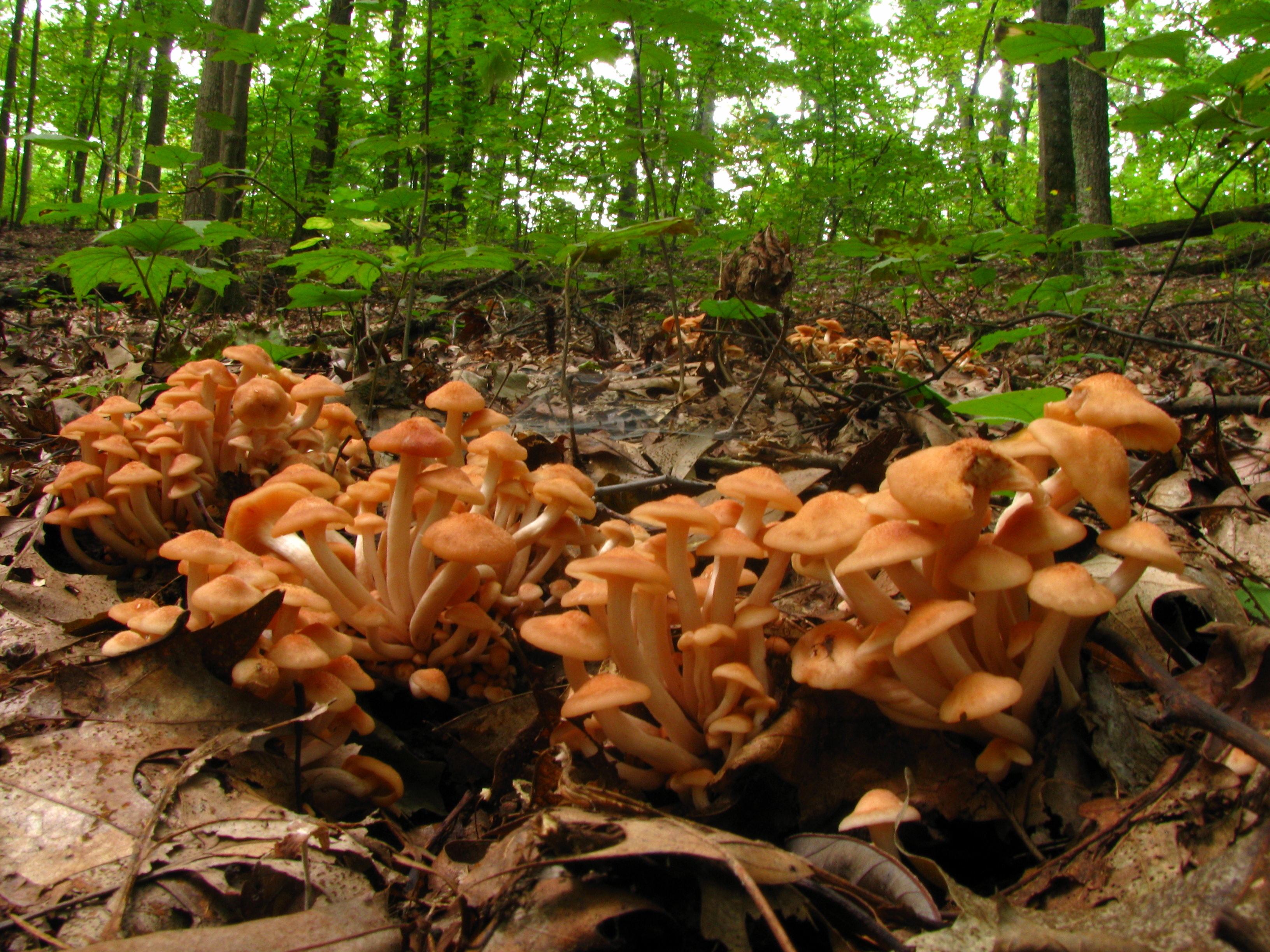

Opieńka bezpierścieniowa (Armillaria tabescens (Scop.) Emel) – gatunek grzybów z rodziny obrzękowcowatych (Physalacriaceae).

## Systematyka i nazewnictwo
Pozycja w klasyfikacji według Index Fungorum: Armillaria, Physalacriaceae, Agaricales, Agaricomycetidae, Agaricomycetes, Agaricomycotina, Basidiomycota, Fungi.
Po raz pierwszy takson ten zdiagnozował w 1772 r. Giovanni Antonio Scopoli, nadając mu nazwę Agaricus tabescens. W 1916 r. mykolodzy Carleton Rea & John Ramsbottom uznali go za odmianę opieńki miodowej. Obecną, uznaną przez Index Fungorum nazwę nadał mu w 1921 r. L. Emel.
Synonimy naukowe:

- Agaricus monadelphus Morgan, 1883
- Agaricus tabescens Scop. 1772
- Armillaria mellea var. tabescens (Scop.) Rea & Ramsb. 1917
- Armillariella tabescens (Scop.) Singer 1943
- Clitocybe monadelpha (Morgan) Sacc. 1887
- Clitocybe tabescens (Scop.) Bres. 1900
- Collybia tabescens (Scop.) Sacc. 1887
- Fungus tabescens (Scop.) Kuntze 1898

Nazwę polską podał Władysław Wojewoda w 2003 r.

## Morfologia
Kapelusz
Średnicy 2–10 cm, początkowo płasko półkulisty z garbem na środku, następnie płaski. Brzeg kapelusza długi czas pozostaje podwinięty. Kolor rdzawobrązowy, ochrowobrązowy z ziarnistymi, drobnymi brązowymi łuseczkami, wyraźniej skupionymi pośrodku kapelusza.
Blaszki
Gęste, nieco zbiegające na trzon, najpierw kremowe, później brązowe.
Trzon
Grubości do 1,5 cm i wysokości 5–15 cm, walcowaty, zagięty, pełny i włóknisty. U starszych okazów wydrążony albo z watowatym jednolitym wypełnieniem. Pod kapeluszem białawy i błyszczący, niżej w kolorze od ochrowobrązowego do brązowoczerwonego, u nasady ciemniejszy. Charakterystyczną cechą jest brak pierścienia.
Miąższ
W kapeluszu białawy, sprężysty i twardy w trzonie brązowy, włóknisty, twardy. smak i zapach niewyraźny.
Wysyp zarodników
Biały.

## Występowanie i siedlisko
Gatunek znacznie rzadszy, niż opieńka ciemna czy opieńka miodowa. W piśmiennictwie naukowym do 2003 r. na terenie Polski stwierdzono występowanie opieńki bezpierścieniowej tylko w Górach Świętokrzyskich i w Bieszczadach.
Rośnie zarówno na martwych, jak i żywych drzewach liściastych, głównie na bukach.

## Znaczenie
- Pasożyt i saprotrof. Wywołuje u zaatakowanych drzew chorobę o nazwie opieńkowa zgnilizna korzeni prowadzącą do obumarcia drzewa i powodującą białą zgniliznę drewna[5].
- Grzyb jadalny. Nadaje się do gotowania, smażenia, marynowania, może też być przyrządzany na różne inne sposoby, jednakże zawiera pewne związki chemiczne, które w stanie surowym dla niektórych ludzi mogą być szkodliwe. Dlatego też należy go najpierw obgotować przez około 5 minut i odlać wywar, po czym dopiero poddaje się go dalszej obróbce termicznej[6].

## Gatunki podobne
Przez grzybiarzy opieńka bezpierścieniowa często nie jest odróżniana od opieńki miodowej (Armillaria mellea) lub opieńki ciemnej (Armillaria ostoyae). W dawnych atlasach grzybów zwykle opieńki miodowej nie odróżniano od opieńki ciemnej lub wszystkie te trzy gatunki określane były nazwą opieńka miodowa. Z punktu widzenia grzybiarzy nierozróżnianie tych gatunków nie ma większego znaczenia, gdyż wszystkie są jadalne. Opieńka miodowa ma kapelusz z bardzo drobnymi kosmkami, nieraz całkowicie nagi, natomiast opieńka ciemna ma na kapeluszu wyraźne, duże kosmki i występuje tylko na drzewach iglastych (głównie na świerku).